# اندری ژولدک
اندری ژولدک (اوکراینی: Андрій Жолдак؛ زادهٔ ۳ نوامبر ۱۹۶۲) کارگردان نمایش اهل اوکراین است.